# Enmonodiops ochrodiscata
Enmonodiops ochrodiscata är en fjärilsart som beskrevs av George Francis Hampson 1926. Enmonodiops ochrodiscata ingår i släktet Enmonodiops och familjen nattflyn. Inga underarter finns listade i Catalogue of Life.